# Прегер, Вильгельм
Вильгельм Прегер (нем. Wilhelm Preger; 25 августа 1827, Швайнфурт — 30 января 1896, Мюнхен) — немецкий протестантский богослов и историк; член Баварской академии наук; известный в России, прежде всего, своим трудом «История немецкой мистики в средние века» (1874—1893).

## Издания
Главные сочинения:
- «Маттиас Флациус Иллирийский и его времена» (Matthias Flacius Illyricus und seine Zeit; (Эрланген, 1859—1861; изд. 1859 Архивная копия от 21 мая 2014 на Wayback Machine),
- «Учебник баварской истории» (Lehrbuch der bayrischen Geschichte; изд. 1864 Архивная копия от 21 мая 2014 на Wayback Machine; 13 изд., 1894; изд. 1888 Архивная копия от 21 мая 2014 на Wayback Machine),
- «Майстер Экхарт и инквизиция» (Meister Eckhart und die Inquisition; изд. 1869 Архивная копия от 21 мая 2014 на Wayback Machine),
- «Вечное евангелие и Иоахим Флорский» (Das Evangelium aeternum und Joachim von Floris; Мюнхен, 1874),
- «История немецкой мистики в средние века» (Geschichte der deutschen Mystik im Mittelalter; Лейпциг, 1874—1893),
- О вальденсах («Beiträge zur Geschichte der Waldesier»; Мюнхен, 1875),
- «Трактат Давида Аугсбургского о вальденсах» (Der Traktat des David von Augsburg über die Waldesier; там же, 1878),
- «Церковно-политическая борьба при Людвиге Баварском» (Der kirchenpolitische Kampf unter Ludwig dem Bayer; там же, 1877 и 1882),
- «Материалы и дискуссии по истории немецкого рейха в 1330-34 гг.» (Beiträge und Erörterungen zur Geschichte des Deutschen Reichs in den Jahren 1330—34; там же, 1880),
- «Договоры Людвига Баварского с Фридрихом Красивым» (Die Verträge Ludwigs des Bayern mit Friedrich dem Schönen; там же, 1883),
- «Обзор баварской истории» (Abriß der bayerischen Geschichte; Эрланген; изд. 1866 Архивная копия от 21 мая 2014 на Wayback Machine; изд. 1884 Архивная копия от 21 мая 2014 на Wayback Machine),
- «Политика папы Иоанна XXII» (Die Politik des Papstes Johann XXII; Мюнхен, 1885),
- «Об отношении таборитов к вальденсам» (Ueber das Verhältniss der Taboriten zu den Waldesiern; там же, 1887),
- О французских вальденсах («Ueber die Verfassung der französischen Waldesier»; Мюнхен, 1890).